# Баранов, Павел Александрович (ботаник)
Павел Александрович Бара́нов (1892—1962) — советский ботаник, специалист в области морфологии (эмбриология), анатомии и биологии растений, исследователь дикорастущей и культурной растительности и историк ботаники.

## Биография
Павел Баранов родился в Москве 16 (28) июля 1892 года в семье выходца из крестьян Ярославской губернии. Учился в церковно-приходской, затем Торговой школе. Не получив гимназического образования, самостоятельно подготовился к экзамену на аттестат зрелости, сдав его экстерном в 1910 г. В том же году поступил в Московский университет (с конца 1917 — «МГУ») сначала на юридический факультет, затем в 1911 году перевёлся на естественное отделение физико-математического факультета, окончив его в 1917 году. После выпуска был оставлен при университете (1917—1920), одновременно преподавая в московской гимназии, средней школе (1917—1920), а также Межевом институте наркомата просвещения РСФСР в Москве (1918—1920).
С 1920 по 1944 работал в Среднеазиатском государственном университете (САГУ) (до 1923 г. — Туркестанском государственном университете, ТуркГУ), стоял у истоков этого вуза, директор Ботанического института САГУ (1921—1930), директор Фундаментальной библиотеки САГУ (1928—1944). С 1928 года — профессор кафедры морфологии и анатомии растений САГУ. С 1930 по 1938 руководитель Цитолого-анатомической лаборатории Всесоюзного научно-исследовательского института хлопководства, директор Среднеазиатского отделения Всесоюзного института растениеводства (1934—1935).

Баранов руководил множеством ботанических экспедиций по Средней Азии. Первая из них — экспедиция в Таласский Алатау в 1921 году, западный Тянь-Шань (1923—1927); Дарваз (1927); Копетдаг (1928—1929); руководил Памирской экспедицией (1933—1943) — является одним из организаторов Памирской биологической станции («организатор и в 1937—1940 гг. — директор Памирской биологической станции») и Памирского ботанического сада в Хороге. В 1940 году он был назначен директором Ботанического института Узбекского филиала АН СССР в Ташкенте.

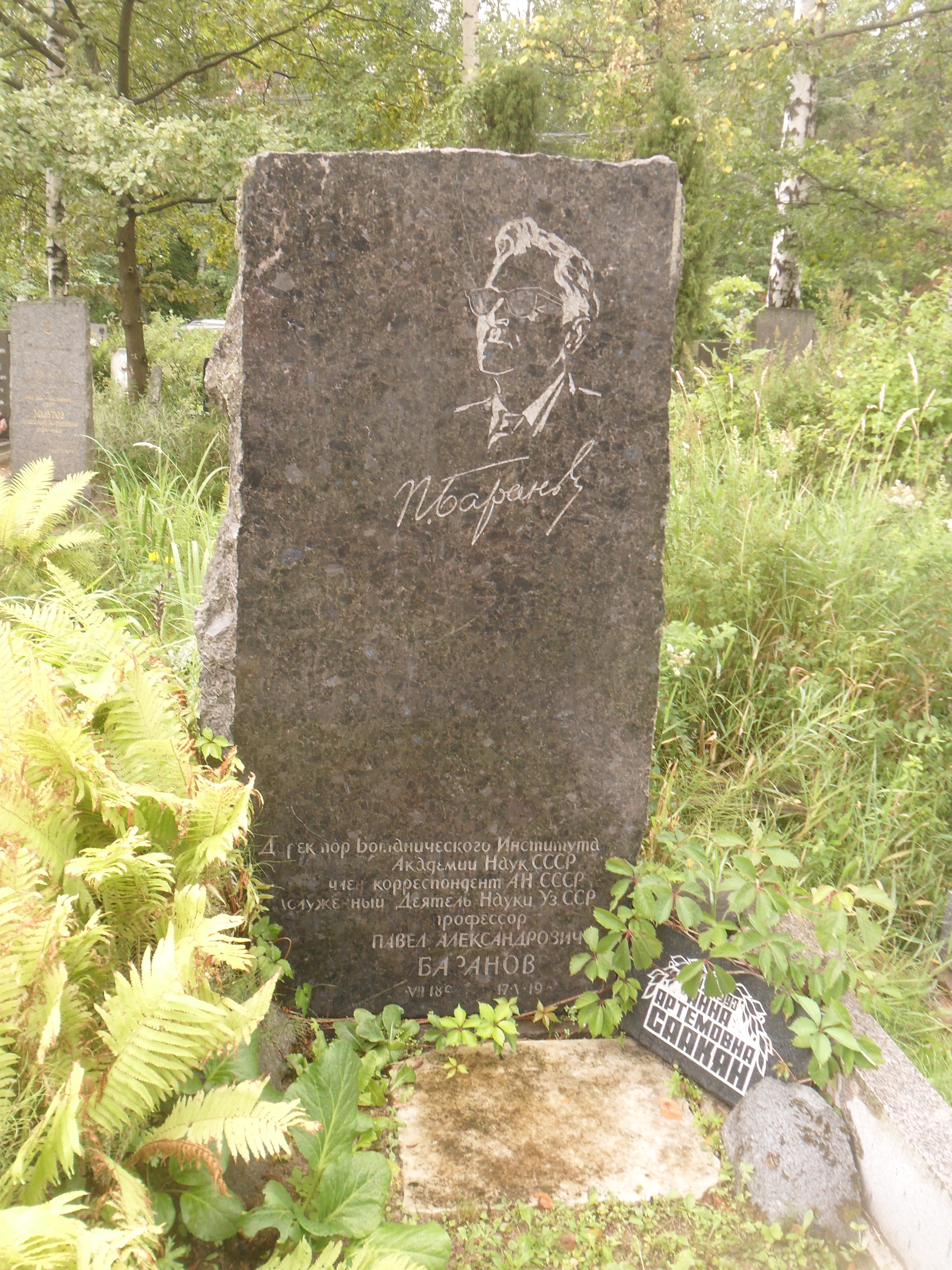
Могила Баранова на Серафимовском кладбище Санкт-Петербурга.

Во время Великой Отечественной войны Баранов занимался изучением сахарной свёклы. 29 сентября 1943 г. он был избран членом-корреспондентом Академии наук СССР. С 1944 года Баранов работал заместителем директора Московского ботанического сада АН СССР, заместителем директора по научной части и заведующий Лабораторией морфологии и анатомии растений Главного ботанического сада АН СССР (1945—1952), одновременно преподаёт с 1948 по 1952 годы — профессор, завкафедрой ботаники Московского педагогического института им В. И. Ленина, c 1952 по 1962 года работал директором Ботанического института имени В. Л. Комарова АН СССР.
В 1949 году он избран председателем Президиума Молдавского филиала Академии наук СССР.
Автор более 150 научных работ — по проблемам онтогенеза и формообразования растений, комплексному ботаническому изучению хлопчатника, винограда, земледельческому освоению высокогорных территорий, истории ботаники, принимал участие в создании фундаментальной монографии «Флора СССР».
Павел Александрович Баранов скончался 17 мая 1962 года после непродолжительной болезни на 70 году жизни в дачном посёлке Комарово, похоронен на Серафимовском кладбище.

### Член научных комитетов, бюро и участие в международных конгрессах
| - участник VII Международного ботанического конгресса в Швеции (1950), - участник VIII Конгресса во Франции (1954), - член бюро Отделения биологических наук АН СССР (1953—1955). - член Президиума Национального комитета советских биологов (1958). |

### Общественная деятельность
- депутат Ленинградского городского Совета депутатов трудящихся с 1953 по 1955 гг.[1]

## Основные работы
- Очерк растительности Чимгана. 1924
- К познанию растительности горный каменистых осыпей. 1925
- Дарваз и его культурная растительность. 1928, совм. с И. А. Райковой
- Виноградарство Нухурии. Опыт районной ампелографии. 1930, совм. с И. А. Райковой и М. Г. Поповым
- Дикорастущий виноград Средней Азии. 1955
- История эмбриологии растений в связи с развитием представлений о зарождении организмов. — М.; Л.: Изд-во АН СССР, 1955. — 440 с.[1]

Научно-популярные книги
- Баранов П. А. В тропической Африке: Записки ботаника / Отв. ред. Б. К. Шишкин; Академия наук СССР. Ботанический институт им. В. Л. Комарова. — М.: Изд-во АН СССР, 1956. — 276 с. — 16 000 экз.
- Баранов П. А. В далёкой Африке / Литературная редакция М. Е. Ивина; рисунки С. Н. Спицина; рисунки растений Г. В. Аркадьева; карты А. Александрова. — Л.: Детгиз, 1957. — 160 с. — 30 000 экз.

## Виды растений, названные в честь П. А. Баранова
- Astragalus baranovii Popov ex Blagov., 1925
- Salsola baranovii Iljin, 1936[6].

## Награды, почётные звания
- Орден Трудового Красного знамени (4 ноября 1944) — за выдающиеся заслуги в деле подготовки специалистов для народного хозяйства и культурного строительства
- Орден Красной Звезды (1945)
- Орден Ленина (1953)
- Медали Советского Союза
- Заслуженный деятель науки Узбекской ССР (1944)[1][5][6]